# جون ب. ماكغفرن
جون ب. ماكغفرن (بالإنجليزية: John P. McGovern)‏ (من 2 يونيو 1921 إلى 31 مايو 2007)، أخصائي في الحساسية ومستثمر ومحسن أمريكي. أسس عيادة ماكغفرن للحساسية في هيوستن، تكساس، وأنشأ مؤسسة تكساس لأبحاث الحساسية  ومؤسسة جون بي ماكغفرن، وشارك في تأسيس جمعية أوسلر الأمريكية.  

## التعليم
حصل على شهادة البكالوريوس في الطب من جامعة ديوك في عام 1943 وحصل على درجة الماجستير من كلية الطب بجامعة ديوك عام 1945 أدّى تدريب الدراسات العليا في مستشفى ييل نيو هافن، ومستشفى مكجوير وفي ديوك. في مستشفى ييل نيو هافن، كان متدربًا بقسم الأطفال من يوليو 1945 إلى يونيو 1946. ثم خدم 1946-1948 في الهيئة الطبية ل جيش الولايات المتحدة كضابط ورئيس قسم المشلولين. 
كان مساعدا مقيما في ديوك لمدة 6 أشهر.  ثم أمضى النصف الأول من عام 1949، في زمالة طب الأطفال في إنجلترا وفرنسا، في L'Hôpital des Enfants Malades (باريس) وفي مستشفى Guy ومستشفى Great Ormond Street Hospital (في لندن).  بعد ذلك، شغل منصب مساعد رئيس، ثم رئيسًا مقيمًا لمدة عام ونصف في مستشفى الأطفال في واشنطن العاصمة.  في عام 1951، كان يدرس علم الأمراض الرئوية في كلية الطب بجامعة هارفارد ومستشفى بوسطن للأطفال. 

## المهنة
بعد تخرجه من كلية الطب بجامعة ديوك، درس ماكغفرن في كلية طب جامعة جورج واشنطن وكلية طب تولين. حصل على 17 استاذية، وحصل على 29 درجة دكتوراه فخرية، وقام بتأليف أكثر من 250 من المنشورات والكتب المهنية. وكان أيضًا رئيسًا ورئيسًا منتخبًا ل 15 جمعية طبية مهنية.

## إحسانه
في عام 1961، أنشأ ماكغفرن مؤسسة جون بي. ماكغفرن للعمل الخيري الخاص.  من خلال المؤسسة، قدم ماكغفرن ملايين الدولارات لمختلف المؤسسات الخيرية المحلية والصحية.  واعتبارا من عام 2003، كانت المؤسسة هي أكبر عاشر مؤسسة في هيوستن. 
واقتداءً بالسير وليم أوسلر الذي كان معجبًا به للغاية، شارك ماكغفرن في تأسيس جمعية أوسلر الأمريكية في عام 1969. 

### مساهمات ملحوظة

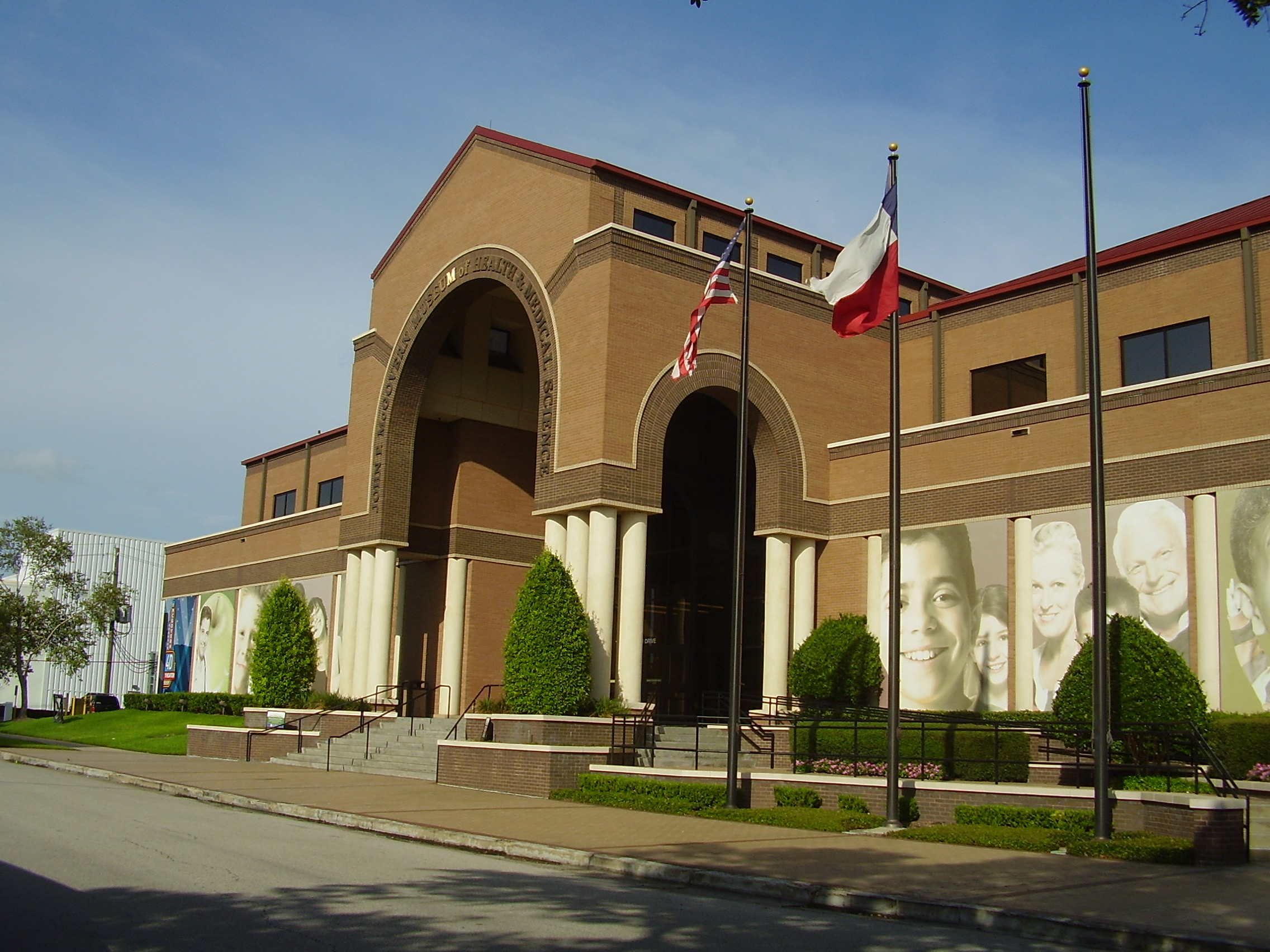
متحف جون بي ماكغفرن للعلوم الصحية والطبية في هيوستن، تكساس

- في عام 1998، قدمت المؤسسة 6.5 مليون دولار لإنشاء مركز صحة ماكغفرن دافيسون للأطفال في ديوك.[11] سمي المركز نسبةً إلى ماكغفرن ومعلمه ويلبرت كورنيل دافيسون.[12]
- في عام 2001، منح ماكغفرن 5 ملايين دولار للفرع الطبي لجامعة تكساس (UTMB) لإنشاء أوقاف لـ 5 من الباحثين في William William Osler ، لتشكيل أكاديمية John P. McGovern للطب Oslerian . تقوم هذه الأوقاف بإعطاء منح مالية للأطباء الممارسين من أعضاء هيئة التدريس عن التزامهم بالتدريس والممارسة الطبية والالتزام بالمبادئ الإنسانية. [10]
- في عام 2003، قدمت المؤسسة 2.5 مليون دولار إلى UTMB ، مع توفير مليون دولار لإنشاء وقف سادس. [10]
- تبرعات مختلفة إلى مركز تكساس الطبي لبناء المرافق ومنطقة عامة وحدائق.[13]
- في نوفمبر 2015، تبرعت المؤسسة بمبلغ 75 مليون دولار لدعم التدريب الطبي، وتقديم منح دراسية كاملة، ودعم الاكتشاف العلمي والابتكار في مركز العلوم الصحية بجامعة تكساس في هيوستن. لقد كانت أكبر هدية منفردة من مؤسسة جون بي ماكغفرن. تكريما لأكبر هدية في تاريخ الجامعة، تم تغيير اسم كلية الطب إلى كلية جون بي وكاثرين جي ماكغفرن الطبية.[14] [15] تدعم هذه الهدية أيضًا مركز ماكغفرن للعلوم الإنسانية والأخلاق بالمدرسة والذي تم إنشاؤه من قبل هدية سابقة من المؤسسة.[16]
- في يناير 2017، قدمت المؤسسة 20 مليون دولار لكلية الآداب بجامعة هيوستن لإنشاء وقف دائم يستفيد منه طلاب الفنون وأعضاء هيئة التدريس، بالإضافة إلى التواصل مع المجتمع. ستكون كلية كاثرين ج. ماكغفرن للفنون أول كلية في الجامعة تُسمى على اسم طالب سابق وأيضًا تسمى على اسم امرأة.[17] [18]

## الجوائز
حصل ماكجفرن على 29 درجة فخرية.
تم تسمية ماكغفرن كزميل في العديد من المنظمات العلمية والطبية بما في ذلك الجمعية الأمريكية لطب الأطفال (1952)، والرابطة الأمريكية للحساسية والربو والمناعة (1955، زميل متميز في عام 1971)، وجمعية الكتاب الطبيين الأمريكية (1967)، الكلية الأمريكية الأطباء (1971)، والرابطة الأمريكية لتقدم العلوم (1972)، والكلية الملكية للأطباء (الفخرية، 1984) والجمعية الأمريكية لطب الإدمان (1998).
في عام 1976، حصل ماكغفرن على جائزة الخريجين المتميزين من جامعة ديوك. 

### جوائز أخرى
- جائزة الخريجين المتميزين من جمعية الصحة المدرسية الأمريكية وجائزة وليام أ. هاو [21]
- رئيس مبادرة ريغان للقطاع الخاص (1985) [21]
- جائزة الخدمة المتميزة Harold Swanberg والجائزة الخاصة للخدمة الجديرة بالتقدير من جمعية الكتاب الطبيين الأمريكية [21]
- ميدالية الجراح العام في عام 1989 عن «حياة من المساهمات الجديرة متعددة الأوجه في مجال تعزيز الصحة والوقاية من الأمراض». [21] [22]
- جائزة الخدمة المتميزة من المجلس الدولي للكحول والإدمان (ICAA) [21]
- الرتبة الملكية للنجم القطبي (السويد) في عام 1988 [22] [23]
- L'Ordre National du Merite (فرنسا) في عام 1988 [22] [23]
- جائزة كمال أتاتورك للميدالية الذهبية (تركيا) في عام 1989 [22]
- منحة سنوية متميزة في الرعاية الصحية من الرابطة الأمريكية لكليات الممرضات في عام 1990 [21]
- جائزة الخريجين البارزين من Phi Beta Kappa في عام 1991 [21]
- الشريك الفخري الأول، حملة نقاط الضوء [21]
- جائزة المواطن المتميز من نادي روتاري في هيوستن في عام 2001 [22]
- قاعة مشاهير هيوستن (2003) [22]
- جائزة الرؤساء من جمعية متاحف تكساس (2003) [22]
- المستلم الأول لجائزة الإنجاز مدى الحياة من جمعية الرئة الأمريكية في تكساس (2004) [22]

## التكريمات
- جائزة جون بي ماكغفرن في العلوم السلوكية (محاضرة) (AAAS).[24]
- جائزة جون ب. مكجفرن للعلوم والمجتمع، سيجما شي. [6]
- جائزة جون بي ماكغفرن المئوية.[25]
- جائزة جون بي ماكغفرن في العلوم والأدب والفنون والعلوم الإنسانية - نادي الكون (محاضرة).[26]
- جائزة جون بي ماكغفرن بطل الصحة.[27]
- جائزة جون ب. ماكغفرن حول الإدمان والمجتمع (ASAM).[28]

## روابط خارجية
- جون بي مكجفرن مركز تكساس الطبي نسخة محفوظة 23 يونيو 2010 على موقع واي باك مشين.
- حديقة حيوان جون بي ماكغفرن للأطفال في حديقة حيوان هيوستن
- عيادة ماكغفرن للحساسية والربو
- جون ب. وكاثرين ج. ماكغفرن كلية الطب